# Fiat 16-20 HP
Fiat 16-20 HP – samochód osobowy produkowany przez Fiata w latach 1905–1908. Został zaprezentowany w 1903 roku.
Był produkowany w kilku wersjach:

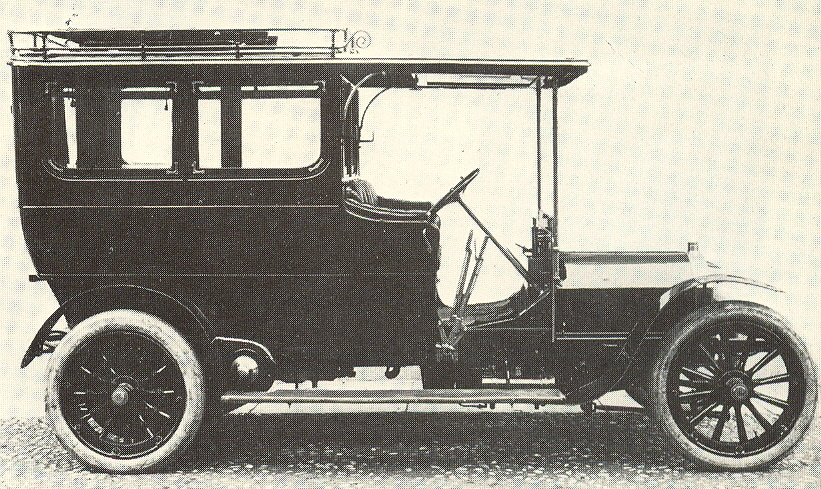
Fiat 16-24 HP

- Seria 1 z 1903 roku posiadała rozstaw osi 2120 mm oraz 4 cylindrowy silnik (4179 cm3) o mocy 20 KM. Wyprodukowano 100 egzemplarzy[1].
- Seria 2 z 1904 roku, oznaczana jako 16-24 HP, rozstaw osi wzrósł do 2585 mm, zaś silnik o pojemności 4179 cm3 miał moc 24 KM. Wyprodukowano 130 egzemplarzy[1].
- Seria 3 z 1905 roku, oznaczana z powrotem jako 16-20 HP[1] z rozstawem osi 2853 mm. Wyprodukowano 171 egzemplarzy.
- Seria 4 z 1906 roku, z nowym silnikiem o pojemności 4503 cm3. Wyprodukowano 290 egzemplarzy.

Model z 1904 roku wyglądał jak prawdziwy samochód, ze składanym dachem, wysokim nadwoziem i dwoma podwójnymi siedzeniami dla 4 osób. Odznaczał się nowatorskimi rozwiązaniami, takimi jak układ chłodzenia zasilany pompą, czy też czterostopniowa skrzynia biegów z napędem na tylne koła.